# Mike Muscala
Micheal Peter Muscala, detto Mike (St. Louis Park, 1º luglio 1991), è un ex cestista statunitense.

## Carriera
Trascorre quattro stagioni con i Bucknell Bison chiudendo il suo ultimo anno con quasi 19 punti ed oltre 11 rimbalzi di media.

Il 27 giugno 2013 venne selezionato al Draft NBA dai Dallas Mavericks con la 44ª scelta assoluta ma subito dopo venne ceduto agli Atlanta Hawks che ne detengono i diritti in NBA.
Il 31 luglio 2013 firma un contratto annuale con gli spagnoli dell'Obradoiro, anche se comunque gli Hawks continuano ad avere i diritti su di lui. Il 28 febbraio 2014 venne richiamato dagli Atlanta Hawks.
Il 14 gennaio è coinvolto insieme al giocatore italiano Danilo Gallinari in una trade che li porta insieme ai Detroit Pistons.

## Statistiche

### NCAA
| Anno      | Squadra        | PG  | PT  | MP   | TC%  | 3P%  | TL%  | RP   | AP  | PRP | SP  | PP   |
| --------- | -------------- | --- | --- | ---- | ---- | ---- | ---- | ---- | --- | --- | --- | ---- |
| 2009-2010 | Bucknell Bison | 30  | 16  | 24,8 | 46,2 | 30,0 | 80,6 | 4,9  | 0,8 | 0,3 | 2,2 | 9,9  |
| 2010-2011 | Bucknell Bison | 34  | 34  | 27,8 | 51,7 | 36,4 | 81,6 | 7,3  | 1,4 | 0,4 | 2,0 | 14,9 |
| 2011-2012 | Bucknell Bison | 35  | 35  | 29,9 | 50,3 | 35,0 | 85,3 | 9,1  | 1,8 | 0,5 | 1,7 | 17,0 |
| 2012-2013 | Bucknell Bison | 34  | 34  | 31,7 | 50,9 | 25,0 | 78,9 | 11,1 | 2,3 | 0,5 | 2,4 | 18,7 |
| Carriera  | Carriera       | 133 | 119 | 28,7 | 50,1 | 31,3 | 81,9 | 8,2  | 1,6 | 0,4 | 2,0 | 15,3 |

#### Massimi in carriera
- Massimo di punti: 33 vs American (12 gennaio 2011)[2]
- Massimo di rimbalzi: 19 (2 volte)
- Massimo di assist: 7 (2 volte)
- Massimo di palle rubate: 3 (2 volte)
- Massimo di stoppate: 8 vs Lehigh (26 gennaio 2011)
- Massimo di minuti: 38 (2 volte)

### NBA

#### Regular Season
| Anno      | Squadra            | PG  | PT | MP   | TC%  | 3P%  | TL%  | RP  | AP  | PRP | SP  | PP  |
| --------- | ------------------ | --- | -- | ---- | ---- | ---- | ---- | --- | --- | --- | --- | --- |
| 2013-2014 | Atlanta Hawks      | 20  | 0  | 10,7 | 42,5 | 0,0  | 100  | 2,6 | 0,4 | 0,2 | 0,5 | 3,8 |
| 2014-2015 | Atlanta Hawks      | 40  | 8  | 12,6 | 55,0 | 40,9 | 88,0 | 3,0 | 0,6 | 0,4 | 0,5 | 4,9 |
| 2015-2016 | Atlanta Hawks      | 60  | 0  | 9,4  | 50,0 | 30,8 | 79,5 | 2,0 | 0,6 | 0,2 | 0,5 | 3,3 |
| 2016-2017 | Atlanta Hawks      | 70  | 3  | 17,7 | 50,4 | 41,8 | 76,6 | 3,4 | 1,4 | 0,4 | 0,6 | 6,2 |
| 2017-2018 | Atlanta Hawks      | 53  | 7  | 20,0 | 45,8 | 37,1 | 91,9 | 4,3 | 1,0 | 0,6 | 0,5 | 7,6 |
| 2018-2019 | Philadelphia 76ers | 47  | 6  | 22,2 | 39,2 | 34,2 | 81,8 | 4,3 | 1,3 | 0,4 | 0,6 | 7,4 |
| 2018-2019 | L.A. Lakers        | 17  | 4  | 15,6 | 43,4 | 36,8 | 87,5 | 2,6 | 0,8 | 0,2 | 0,6 | 5,9 |
| 2019-2020 | Oklahoma Thunder   | 47  | 2  | 12,2 | 40,7 | 37,8 | 81,8 | 2,3 | 0,9 | 0,2 | 0,3 | 4,8 |
| 2020-2021 | Oklahoma Thunder   | 35  | 0  | 18,4 | 44,6 | 37,0 | 91,7 | 3,8 | 0,8 | 0,2 | 0,3 | 9,7 |
| 2021-2022 | Oklahoma Thunder   | 43  | 0  | 13,8 | 45,6 | 42,9 | 84,2 | 3,0 | 0,5 | 0,4 | 0,6 | 8,0 |
| 2022-2023 | Oklahoma Thunder   | 43  | 5  | 14,5 | 43,8 | 39,4 | 79,5 | 3,1 | 0,9 | 0,3 | 0,4 | 6,2 |
| 2022-2023 | Boston Celtics     | 20  | 4  | 16,2 | 47,2 | 38,5 | 69,2 | 3,4 | 0,6 | 0,2 | 0,3 | 5,9 |
| 2023-2024 | Wash. Wizards      | 24  | 2  | 14,1 | 36,7 | 27,5 | 75,0 | 3,1 | 0,9 | 0,2 | 0,3 | 4,0 |
| 2023-2024 | Detroit Pistons    | 13  | 4  | 13,2 | 34,1 | 38,2 | 50,0 | 2,2 | 0,8 | 0,2 | 0,4 | 3,5 |
| 2023-2024 | Oklahoma Thunder   | 16  | 0  | 5,7  | 36,4 | 9,1  | 0,0  | 1,3 | 0,3 | 0,1 | 0,1 | 1,1 |
| Carriera  | Carriera           | 548 | 45 | 15,0 | 45,1 | 37,3 | 83,0 | 3,1 | 0,8 | 0,3 | 0,5 | 5,9 |

#### Play-off
| Anno     | Squadra          | PG | PT | MP   | TC%  | 3P%  | TL%  | RP  | AP  | PRP | SP  | PP  |
| -------- | ---------------- | -- | -- | ---- | ---- | ---- | ---- | --- | --- | --- | --- | --- |
| 2014     | Atlanta Hawks    | 2  | 0  | 2,6  | 0,0  | -    | -    | 0,0 | 0,0 | 0,0 | 0,0 | 0,0 |
| 2015     | Atlanta Hawks    | 10 | 0  | 10,2 | 60,6 | 25,0 | -    | 1,8 | 0,1 | 0,1 | 0,3 | 4,2 |
| 2016     | Atlanta Hawks    | 9  | 0  | 7,4  | 50,0 | 33,3 | 100  | 1,9 | 0,3 | 0,0 | 0,1 | 2,7 |
| 2017     | Atlanta Hawks    | 6  | 0  | 13,5 | 27,8 | 0,0  | 87,5 | 2,7 | 0,3 | 0,2 | 0,5 | 2,8 |
| 2020     | Oklahoma Thunder | 2  | 0  | 9,9  | 50,0 | 100  | -    | 2,0 | 0,5 | 0,0 | 0,0 | 1,5 |
| 2023     | Boston Celtics   | 6  | 0  | 3,5  | 50,0 | 50,0 | 75,0 | 0,7 | 0,2 | 0,0 | 0,0 | 1,5 |
| Carriera | Carriera         | 35 | 0  | 8,5  | 48,1 | 30,4 | 85,7 | 1,7 | 0,2 | 0,1 | 0,2 | 2,7 |

#### Massimi in carriera
- Massimo di punti: 27 vs Atlanta Hawks (9 aprile 2023)[3]
- Massimo di rimbalzi: 13 vs Detroit Pistons (31 marzo 2015)
- Massimo di assist: 7 vs Los Angeles Lakers (10 febbraio 2021)
- Massimo di palle rubate: 4 vs Phoenix Suns (7 aprile 2015)
- Massimo di stoppate: 4 (2 volte)
- Massimo di minuti: 44 vs Milwaukee Bucks (14 febbraio 2023)